# SweetSweat
SweetSweat ist ein Jazzalbum von Peter Brötzmann und Paal Nilssen-Love. Die am 10. Mai 2006 im Sting Jazzklubb im Rahmen des Mai Jazz Festival, Stavanger, entstandenen Aufnahmen erschienen 2008 auf dem Label Smalltown Superjazzz.

## Hintergrund
Der Schlagzeuger Paal Nilssen-Love war ab den späten 1990er-Jahren u. a. mit Mats Gustafsson und Ingebrigt Håker Flaten, mit denen er zuvor mehrere Alben vorgelegt hatte, und Ken Vandermark Mitglied in Peter Brötzmanns Chicago Tentet, zu hören auf Alben wie Signs und 3 Nights in Oslo. Im Duo/Trio mit Peter Brötzmann spielte Paal Nilssen-Love des Weiteren die Alben The Fat Is Gone (2007, mit Gustafsson), Levontin 7 (2007), Roma (2009, mit Massimo Pupillo), ADA (2011, mit Fred Lonberg-Holm) und Café Oto, London 9th April 2013 (2016, mit Claude Deppa) ein.

## Titelliste
- Peter Brötzmann / Paal Nilssen-Love: SweetSweat (Smalltown Superjazzz – STSJ143CD)[1]

1. Sweetsweat 12:21
2. Burnt Sugar 34:08
3. Never Enough 10:22
4. Weird Blue 6:57

Die Kompositionen stammen von Peter Brötzmann und Paal Nilssen-Love.

## Rezeption
SweetSweat sei eine spannende Zusammenarbeit zwischen dem legendären Free-Jazz-Saxophonisten Peter Brötzmann und dem norwegischen Schlagzeuger Paal Nilssen-Love, schrieb James Steiner in Allmusic, und bereits der Titel bringe die „transzendente musikalische Sportlichkeit“, die hier zur Schau gestellt werde, treffend zum Ausdruck. Brötzmanns unheimliche, wie abblätternde Farbe klingende Intonation bleibe so verblüffend und aufschlussreich wie damals, als sie 1968 zum ersten Mal auf dem bahnbrechenden Album Machine Gun entfesselt wurde.